# Linda Thomas-Greenfield

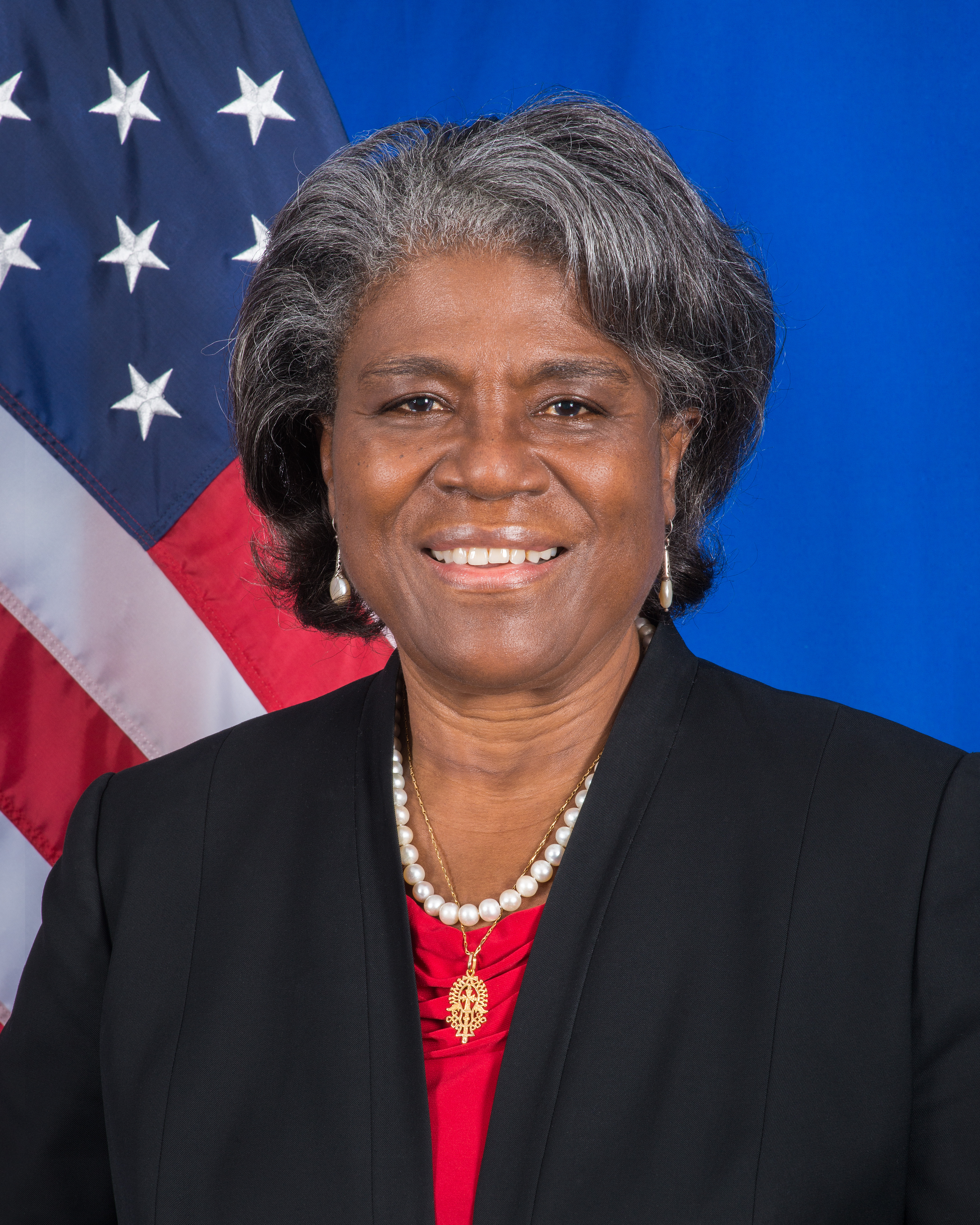
Linda Thomas-Greenfield (2021)

Linda Thomas-Greenfield (* 22. November 1952 in Baker, Louisiana) ist eine US-amerikanische Diplomatin, die unter anderem Botschafterin in Liberia und Vize-Unterstaatssekretärin für afrikanische Angelegenheiten im US-Außenministerium (Assistant Secretary of State for African Affairs) war. Vom 24. Februar 2021 bis 20. Januar 2025 war sie Botschafterin der Vereinigten Staaten bei den Vereinten Nationen.

## Leben
Thomas-Greenfield absolvierte nach dem Schulbesuch ein Studium der Politikwissenschaften am Louisiana State University System, das sie 1974 mit einem Bachelor of Arts (B. A.) beendete. Ein darauf folgendes postgraduales Studium der Politikwissenschaften am University of Wisconsin System schloss sie 1976 mit einem Master of Arts (M. A.) ab und legte dort auch ihre Promotion ab. Im Anschluss übernahm sie eine Professur für Politikwissenschaften an der Bucknell University in Pennsylvania.
1982 trat sie als Diplomatin in das Außenministerium ein und fand Verwendungen an verschiedenen Botschaften und in der Zentrale des Außenministeriums in Washington, D.C. Zunächst wurde sie Mitarbeiterin für Konsularangelegenheiten an der Botschaft in Jamaika, ehe sie nacheinander an den Botschaften in Nigeria, Gambia sowie zuletzt in Kenia tätig war. Nach einer Verwendung von 1991 bis 1993 als Assistentin im Büro des Generaldirektors des Auswärtigen Dienstes wurde sie 1994 Mitglied einer Delegation, die sich in Ruanda mit dem dortigen Völkermord befasste.
Im Anschluss war sie Mitarbeiterin der Ständigen Vertretung der USA bei den Vereinten Nationen in Genf sowie an der Botschaft in Pakistan und in der Personalabteilung (Bureau of Human Resources) des Außenministeriums. In Anerkennung ihrer Verdienste bei der Arbeit für Flüchtlinge wurde ihr im Jahr 2000 der nach dem ehemaligen US-Außenminister Warren Christopher benannte Warren Christopher Award for Outstanding Achievement in Global Affairs verliehen.
2004 wurde sie Stellvertretende Vize-Unterstaatssekretärin (Deputy Assistant Secretary) in der Abteilung für Bevölkerung, Flüchtlinge und Migration (Bureau of Population, Refugees and Migration) sowie 2006 Erste Stellvertretende Vize-Unterstaatssekretärin (Principal Deputy Assistant Secretary) in der Abteilung für afrikanische Angelegenheiten (Bureau of African Affairs), ehe sie als Nachfolgerin von Donald E. Booth zwischen August 2008 und ihrer Ablösung durch Deborah R. Malac im April 2012 Botschafterin in Liberia war. 2010 wurde sie von der Ehemaligenvereinigung der Louisiana State University in die Ruhmeshalle aufgenommen.
Nach Beendigung ihrer Tätigkeit als Botschafterin in Liberia wurde Linda Thomas-Greenfield 2012 Generaldirektorin des Auswärtigen Dienstes (Director General of the Foreign Service) sowie zugleich Leiterin der Personalabteilung (Director of Human Resources). Damit leitete sie einen Stab von rund 400 Mitarbeitern, die sich mit allen Fragen von Personalangelegenheiten für den rund 70.000 Mitarbeiter umfassenden Personalstamm des Außenministeriums befasst und somit für Einstellungs-, Auswahl- und Entlassungsverfahren, Beförderungen und Ruhestandsangelegenheiten zuständig ist.
Am 6. August 2013 wurde Linda Thomas-Greenfield schließlich als Nachfolgerin von Johnnie Carson Vize-Unterstaatssekretärin für afrikanische Angelegenheiten im US-Außenministerium (Assistant Secretary of State for African Affairs). Zuvor war Donald Yamamoto zwischen April und August 2013 kommissarischer Vize-Unterstaatssekretär für afrikanische Angelegenheiten. Als solche war sie für die Entwicklung und Leitung der US-Außenpolitik in Afrika südlich der Sahara zuständig. Nach der Übernahme der Präsidentschaft durch Donald Trump schied sie im März 2017 aus dem Amt und wurde kommissarisch durch Peter Barlerin ersetzt.
Am 23. November 2020 wurde bekannt, dass der designierte US-Präsident Joe Biden Linda Thomas-Greenfield für das Amt der Botschafterin bei den Vereinten Nationen in seinem Kabinett nominieren will. Diese Entscheidung wurde am 23. Februar 2021 vom Senat bestätigt. Am Tag danach wurde sie von Vizepräsidentin Kamala Harris vereidigt.